# Daaleinde
Daaleinde is een gehucht in de deelgemeente Kortessem van de Belgische gemeente Hasselt. Het ligt ten noordoosten van het dorpscentrum van Kortessem.
Daaleinde is gelegen in het dal van de Winterbeek, nabij de Bombroekmolen. Het gehucht bestaat uit boerderijen langs de Daaleindestraat, later aangevuld met lintbebouwing. De Daaleindestraat is de uitvalsweg van Kortessem naar Diepenbeek.

## Daaleindekapel
In Daaleinde vindt men de Daaleindekapel, een rechthoekig gebouwtje onder zadeldak, uit 1814. Het wordt getooid door een dakruitertje met smeedijzeren kruis.
De kapel is voorzien van het opschrift: H. Aldegondis, patrones tegen de kanker, bid voor ons.
In de kapel vindt men een altaartje in neobarokstijl. Het Mariabeeld en een Sint-Anna-te-Drieën uit 1768, werden bij een inbraak in 1980 ontvreemd.